# Charles de Hohenlohe-Ingelfingen
Charles de Hohenlohe-Ingelfingen, prince de Hohenlohe-Ingelfingen, né le 19 novembre 1820 à Garnberg et mort le 1er mai 1890 à Klein-Drowinowitz, arrondissement de Lublinitz, est un fonctionnaire et homme politique prussien.

## Biographie

### Origine
Carl Adalbert Constanz Heinrich est issu de la maison aristocratique de Hohenlohe-Ingelfingen. Ses parents sont le ministre-président prussien, le prince Adolphe de Hohenlohe-Ingelfingen (1797-1873) et Louise de Hohenlohe-Langenbourg (1799-1881). Frédéric-Guillaume de Hohenlohe-Ingelfingen (1826-1895) et Kraft de Hohenlohe-Ingelfingen (1827-1892) sont ses frères, Alfred d'Erbach-Fürstenau (1813-1874) est son beau-frère.

### Carrière
Hohenlohe-Ingelfingen étudie le droit à Breslau. Il est ensuite administrateur de l'arrondissement de Lublinitz de 1854 à 1873. Au cours de la guerre des Duchés, il devient commissaire civil dans le Jutland en 1864 et dans le Schleswig en 1865. À partir de 1866, il travaille à la haute présidence de Breslau. Pendant la guerre franco-prussienne de 1870/71, Hohenlohe-Ingelfingen est commissaire civil au quartier général des forces armées allemandes. Puis au même poste jusqu'en 1873 au gouvernement général à Reims.
Après cela, Hohenlohe-Ingelfingen démissionne de la fonction publique. Depuis, il gère les biens de la famille. La seigneurie de Forêt-Noire près de Lublinitz en fait partie. Il possède en outre un grand nombre d'actions et est membre de plusieurs conseils de surveillance, comme celui de la compagnie d'assurance vie et de garantie prussienne.
En 1866/67, Hohenlohe-Ingelfingen est cofondateur et président du Parti conservateur libre. Il siège au parlement provincial de Silésie (de). Entre 1866 et 1879, il appartient à la Chambre des représentants de Prusse et de 1874 à 1876 au Reichstag.